# Escut d'Egipte
L'escut d'Egipte va ser adoptat el 1958 durant la formació de la República Àrab Unida (RAU), en substitució de l'escut reial de 1923. Es tracta d'una àguila d'or aclarida de sable que mira cap a la destra (l'esquerra de qui l'observa), que sosté sobre el pit un escut amb els colors de la bandera nacional (gules, argent i sable), col·locats en pal. L'àguila reposa sobre una cinta d'or en la qual pot llegir-se la denominació oficial de l'Estat en àrab: جمهورية مصر العربية (Jumhūriyyat Miṣr al-ʿArabiyya), «República Àrab d'Egipte», escrita en cal·ligrafia cúfica.
La figura (el suport, en terminologia heràldica) de l'àguila, coneguda com l'Àguila de Saladí, té el disseny basat en una talla amb la forma d'aquest ocell rapinyaire esculpida en una muralla del Caire, construïda per Saladí, per la qual cosa tradicionalment s'ha identificat com un símbol personal seu, tot i que no hi ha proves que ho fos. El seu ús per part del món àrab és relativament recent i més endavant fou també adoptat com a símbol del Iemen, l'Iraq i Palestina (i, durant un temps, també Líbia).
Durant la unió amb Síria, en temps de la RAU (1958-1961), i fins al 1971, a la franja d'argent de l'escut hi figuraven dues estrelles de cinc puntes de sinople. Entre 1972 i 1984 l'àguila fou substituïda pel falcó d'or dels quraixites, com a part del simbolisme de la Unió de les Repúbliques Àrabs, juntament amb Síria i Líbia (la Federació en realitat només va durar fins al 1977). La forma actual, amb l'escut sense estrelles, data del 1984.

## Escuts històrics

Sultanat d'Egipte (1914–1922)
Regne d'Egipte (1922–1953)
República d'Egipte (1953–1958)
República Àrab Unida (1958-1961) i República Àrab d'Egipte (1961-1971)
Unió de les Repúbliques Àrabs (1972-1977) i República Àrab d'Egipte (1977-1984)